# Ronda de Doha
La Ronda de Doha, de l'Organització Mundial del Comerç, és una gran negociació iniciada per liberalitzar el comerç mundial. El seu objectiu apunta a completar un tema que havia quedat pendent d'un gran cicle anterior, anomenat Ronda de l'Uruguai: el comerç agrícola.
En aquesta etapa, els països en desenvolupament tracten d'obtenir un accés lliure d'obstacles per a les seves produccions agrícoles en els mercats dels països centrals. Això significa que les grans potències hauran d'eliminar o reduir, en forma significativa, la protecció que donen a la seva agricultura per la via de subsidis directes als agricultors o de subsidis a les exportacions.
El Grup dels 20 va néixer a Cancun com una necessitat dels països agrícoles d'aconseguir la llibertat comercial de béns alimentaris. A Doha es va establir un temps límit per eliminar totalment els subsidis a les exportacions agràries: aquesta data és el 2013.
També es va defensar una forta reducció efectiva dels subsidis interns, «proporcional» a les concessions sobre el comerç de béns industrials que han de fer els països en desenvolupament.
Aquestes negociacions fins ara han fracassat.